# Ýewgeniý Zemskow
Ýewgeniý Zemskow (russe : Евгений Земсков), né le 17 mars 1982 à l'époque en RSS du Turkménistan et aujourd'hui au Turkménistan, est un footballeur international turkmène d'origine russe qui évoluait au poste d'attaquant.

## Biographie

### Carrière en sélection
Ýewgeniý Zemskow reçoit neuf sélections en équipe du Turkménistan entre 2004 et 2008, sans inscrire de but.
Il participe avec cette équipe à la Coupe d'Asie des nations 2004 organisée en Chine. Lors de cette compétition, il joue trois matchs : contre l'Arabie saoudite, l'Irak, et l'Ouzbékistan.
Il dispute également les éliminatoires du mondial 2006 et les éliminatoires du mondial 2010.

## Palmarès
| Nisa Achgabat - Championnat du Turkménistan (1) : - Champion : 2003. - Vice-champion : 2004. - Coupe du Turkménistan : - Finaliste : 2003.     |  | FC Balkan \| - Championnat du Turkménistan (3) : - Champion : 2010, 2011 et 2012. - Vice-champion : 2009. - Coupe du Turkménistan (1) : - Vainqueur : 2010. \| \| - Supercoupe du Turkménistan (1) : - Vainqueur : 2011. \| |
| - Championnat du Turkménistan (3) : - Champion : 2010, 2011 et 2012. - Vice-champion : 2009. - Coupe du Turkménistan (1) : - Vainqueur : 2010. |  | - Supercoupe du Turkménistan (1) : - Vainqueur : 2011. |